# Clackamas
Clackamas (Klackamus, Tlakimish).- Pleme Chinookan Indijanaca nekada nastanjeno u nekoliko sela duž rijeke Clackamas (pritok Willamette) u Oregonu, okrug Clackamas. Ime im dolazi od vlastite riječi za same sebe, Guithla'kimas, ali značenje nije poznato. Godine 1855. ostaci plemena, njih 88, preseljeno je na rezervat Grand Ronde, gdje se danas vode kao dio konfederacije Confederated Tribes of the Grand Ronde, osnovane 1974. Ostali nazivi: A'kimmash (Atfalati), Gita'q!amas (Clatsop),  N'sekau's (ili) Ns tiwat (Nestucca) i Tu'hu tane (Umpqua).

## Povijest
Rana popualcija Clackamasa iznosila je oko 2,500 (1780). Ekspedicija Lewisa & Clarka dolazi među njih 1806. godine, a broj im je procijenjen na 1,800. Kroz 19. stoljeće broj Clackamasa se topi pa ih je 1851. preostalo 88, odnosno 40 (1910.), dok je broj svih pripadnika porodice Chinookan 1930. iznosio svega 561. 

## Etnografija
Clackamasi kao i njihovi bliži Chinookan rođaci pripadali kulturnom području Sjeverozapadne obale. Nešto podataka o njima ostalo je od ekspedicije Lewisa & Clarka, Alexandera Rossa i Joela Palmera. Njihove kuće građene su od cedrovih dasaka, u kojima je živjelo između 20 i 30 ljudi. Ribolov je bio glavno zanimanje a veliki kanui glavno prijevozno sredstvo. Prakticirali su i deformaciju lubanje koje su se vršila dok su djeca još malena, a kosti lubanje mekane.

## Jezik
Jezik Clackamasa pripada gornjo-činučkim jezicima porodice Chinookan, a po jeziku su im srodna plemena Clowwewalla, Multnomah, Watlala i Cathlapotle. 
.

## Vanjske poveznice
- The Clackamas People  Arhivirana inačica izvorne stranice od 13. srpnja 2019. (Wayback Machine)